# Hügelgräber im Lindetwald

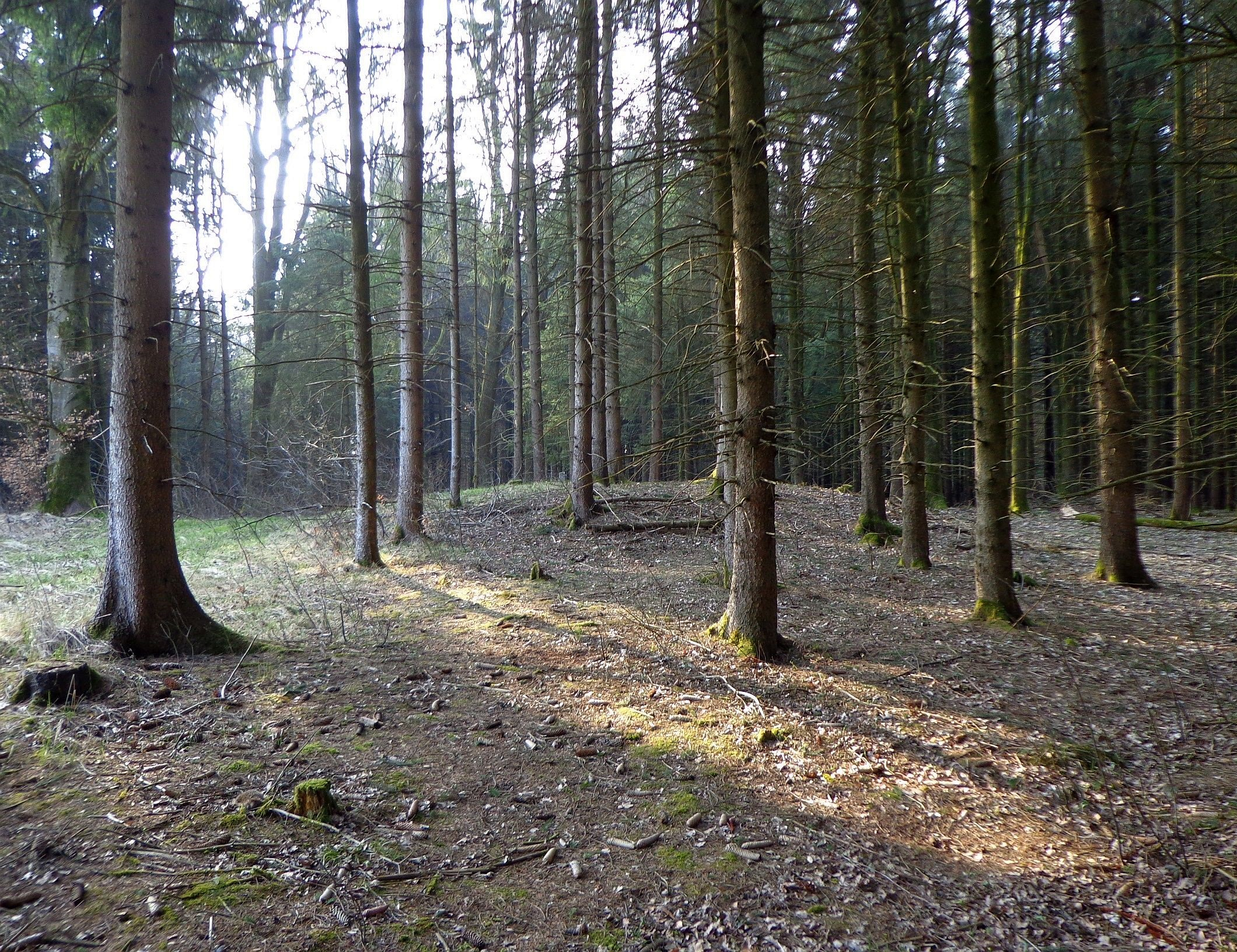
Grabhügel 1 im Lindetwald

Die Hügelgräber im Lindetwald liegen im Gemeindegebiet von St. Florian am Inn in Oberösterreich. Die Hügelgräber aus der mittleren Eisenzeit um etwa 450 v. Chr. wurden im Jahr 1929 erstmals archäologisch erforscht.

## Lage

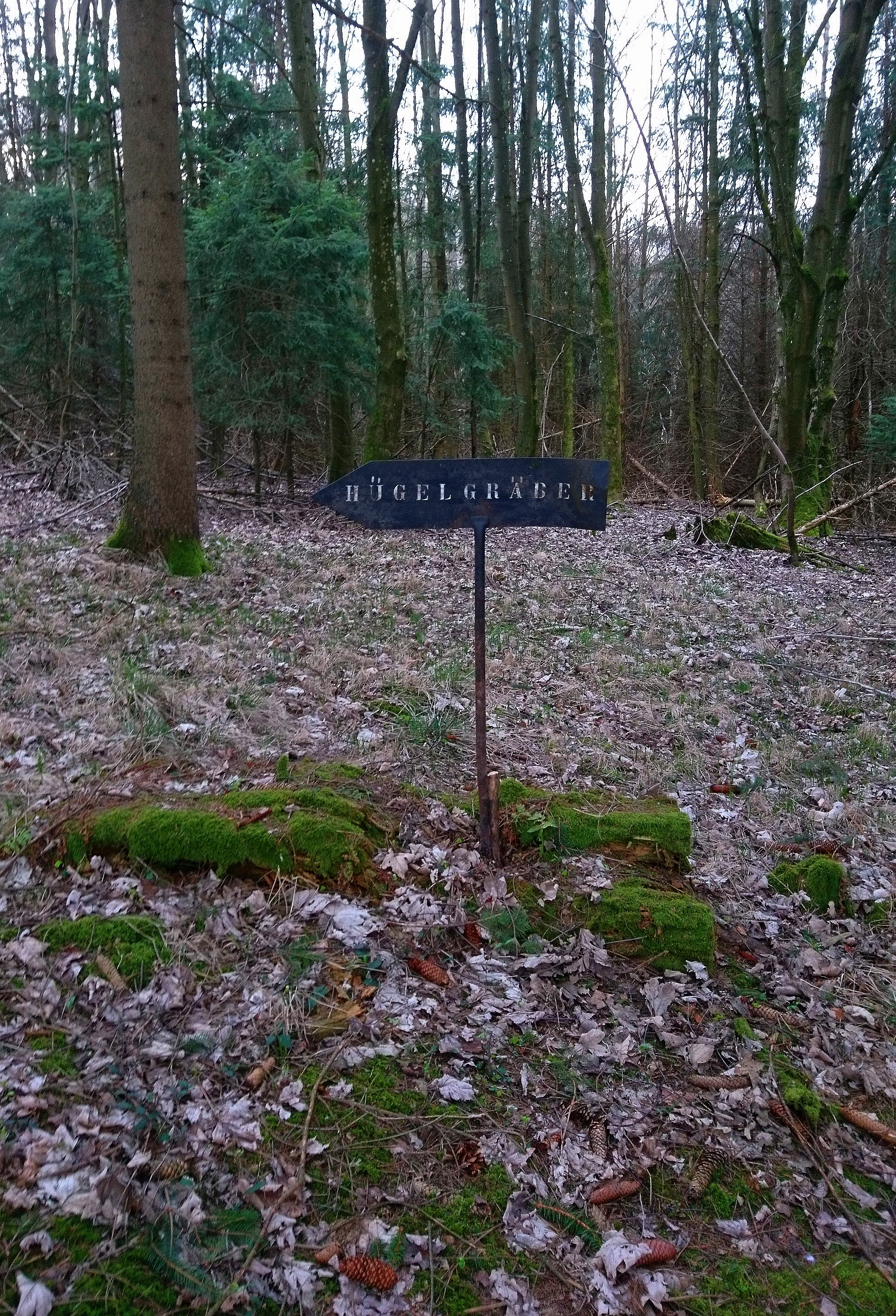
Wegweiser im Lindetwald

Die sechs Hügelgräber befinden sich auf relativ hohen Erhebungen des Lindetwaldes. Hügel 1 (Lage) liegt in der Nähe des 2008 erbauten Hochspeichers der Ortswasserleitung, die Hügel 2 bis 6 (Lage) in etwa zwischen den Ortschaften Vielsassing und Unterteufenbach-Au.
Die Anhöhe des Lindet war zur Entstehungszeit der Hügelgräber wohl nicht bewaldet, sondern wurde wahrscheinlich als Weide genutzt, so dass die Grabhügel aus großer Entfernung gut zu sehen waren. Die Grabhügel sind bis heute gut erhalten, weil dieser Bereich nie intensiv für den Ackerbau verwendet wurde.
Während es im südlichen Innviertel rund 60 Hügelgräberfelder oder einzelne Grabhügel gibt, sind im nördlichen Innviertel nur zwei derartige Nekropolen bekannt. So wie die Hügelgräber im Lindetwald liegt auch das denkmalgeschützte Hügelgräberfeld Lohnergut bei Mörschwang heute auf einer bewaldeten Erhebung (Listeneintrag).

## Forschungsgeschichte
In den 1920er Jahren entdeckte Johann Huber, der pensionierte Leiter der Molkerei in St. Marienkirchen bei Schärding, eine Reihe von Erdhügeln im Lindetwald. Er informierte das Heimathaus in Schärding, über das Kontakte mit dem Bundesdenkmalamt und Professor Georg Kyrle hergestellt wurden. Nachdem auch der Grundbesitzer, Ferdinand von Arco-Valley auf Schloss Sankt Martin im Innkreis, seine Erlaubnis zu den Ausgrabungen erteilt hatte, wurden die im Lindetwald entdeckten Hügel im August 1929 archäologisch erforscht.
Einige eisenzeitliche Fundstücke aus den Hügelgräbern werden im Stadtmuseum Schärding gezeigt.

## Beschreibung
Die Grabhügel sind meist kreisförmig und haben unten einen Durchmesser vom etwa 14 Metern. Die durchschnittliche Höhe beträgt 1,3 Meter.
Die in den Hügelgräbern bestatteten Personen waren höchstwahrscheinlich lokale Würdenträger und ihre Angehörigen. Man hatte die Toten zunächst verbrannt und die Asche dann in Urnen in den Hügeln beigesetzt. Aus den sechs Grabhügeln konnten topfförmige Gefäße aus Keramik und Beigaben (Dolche, Lanzenspitzen) geborgen werden, die allerdings ziemlich schlecht erhalten waren.
Im Winter 2019/2020 wurde der Baumbestand im Bereich der Hügel 2 bis 6 gerodet und anschließend wieder aufgeforstet, wobei insbesondere die Hügel 2 und 4 durch den Einsatz schwerer Forstmaschinen erheblich beschädigt wurden.

## Galerie

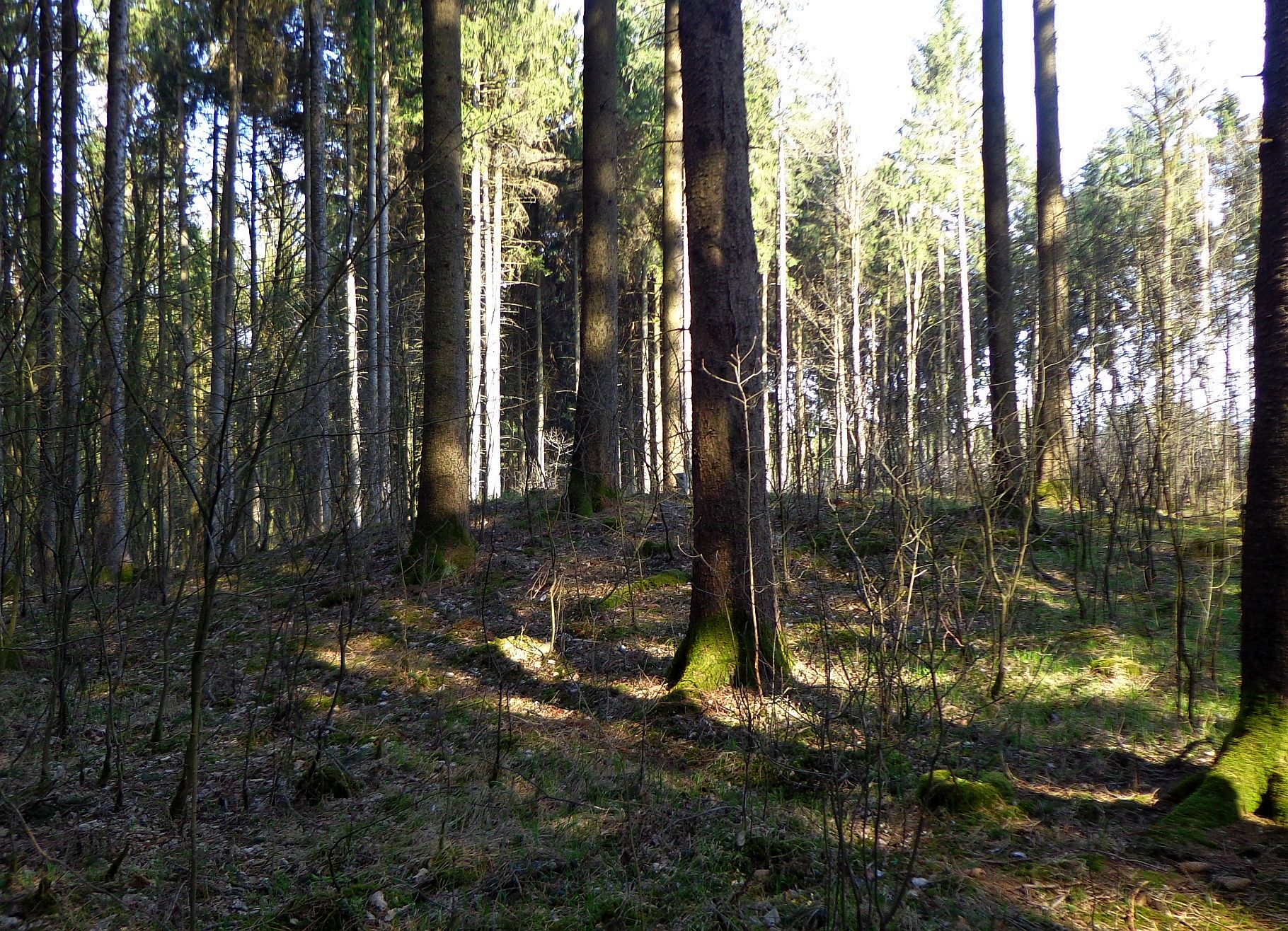
Hügel 2 (2019)
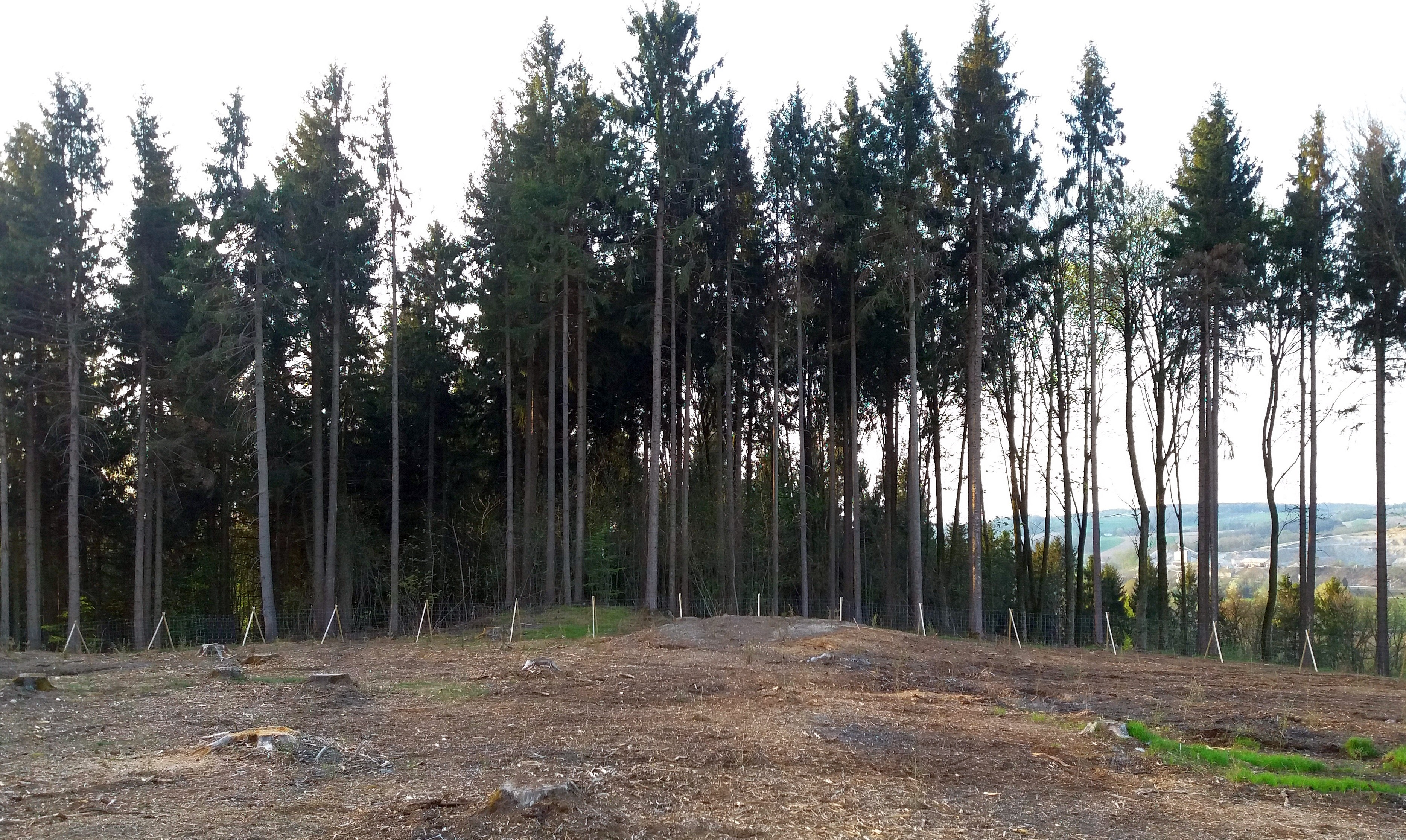
Hügel 2 und 3 (2020)
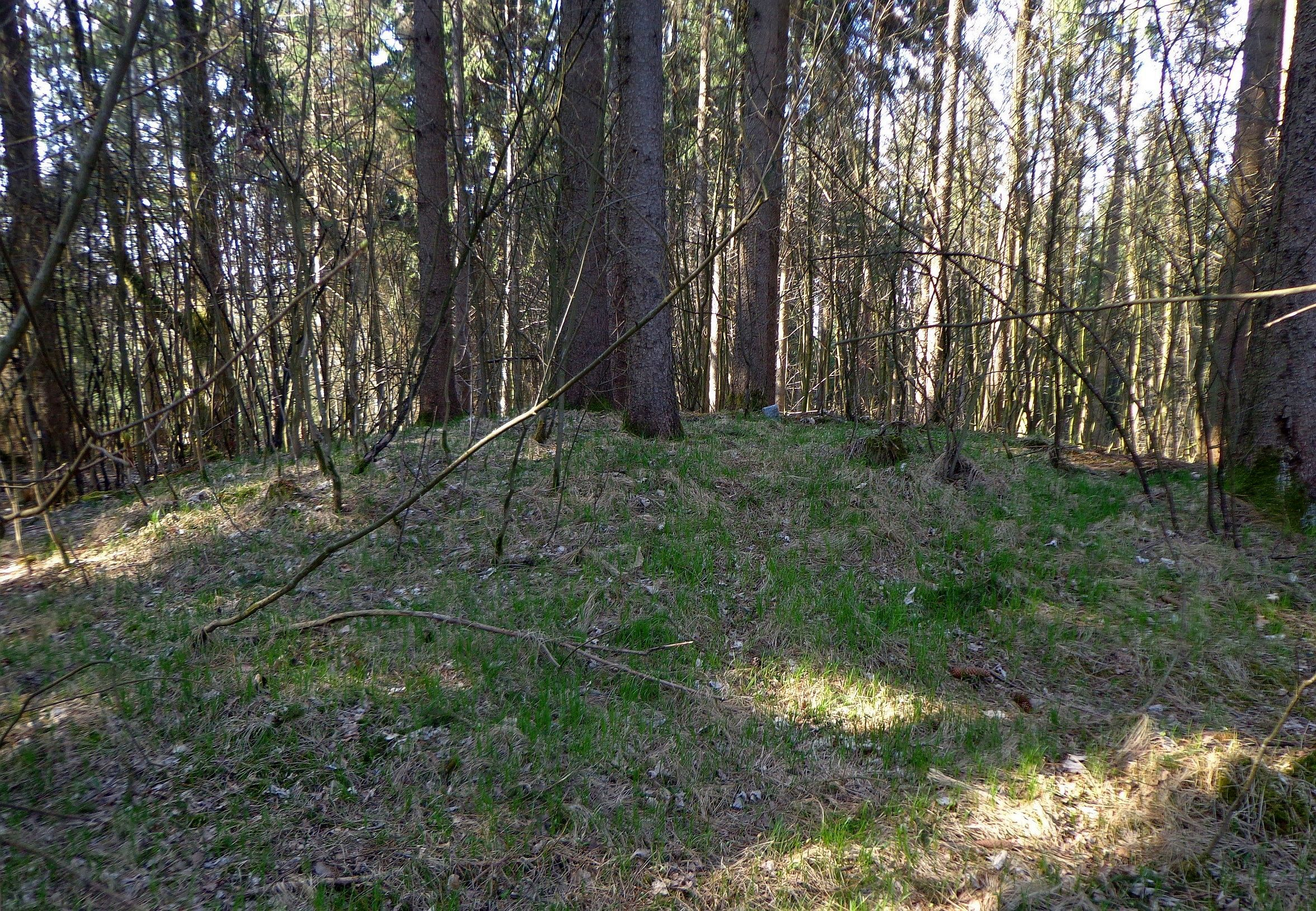
Hügel 3 (2019)
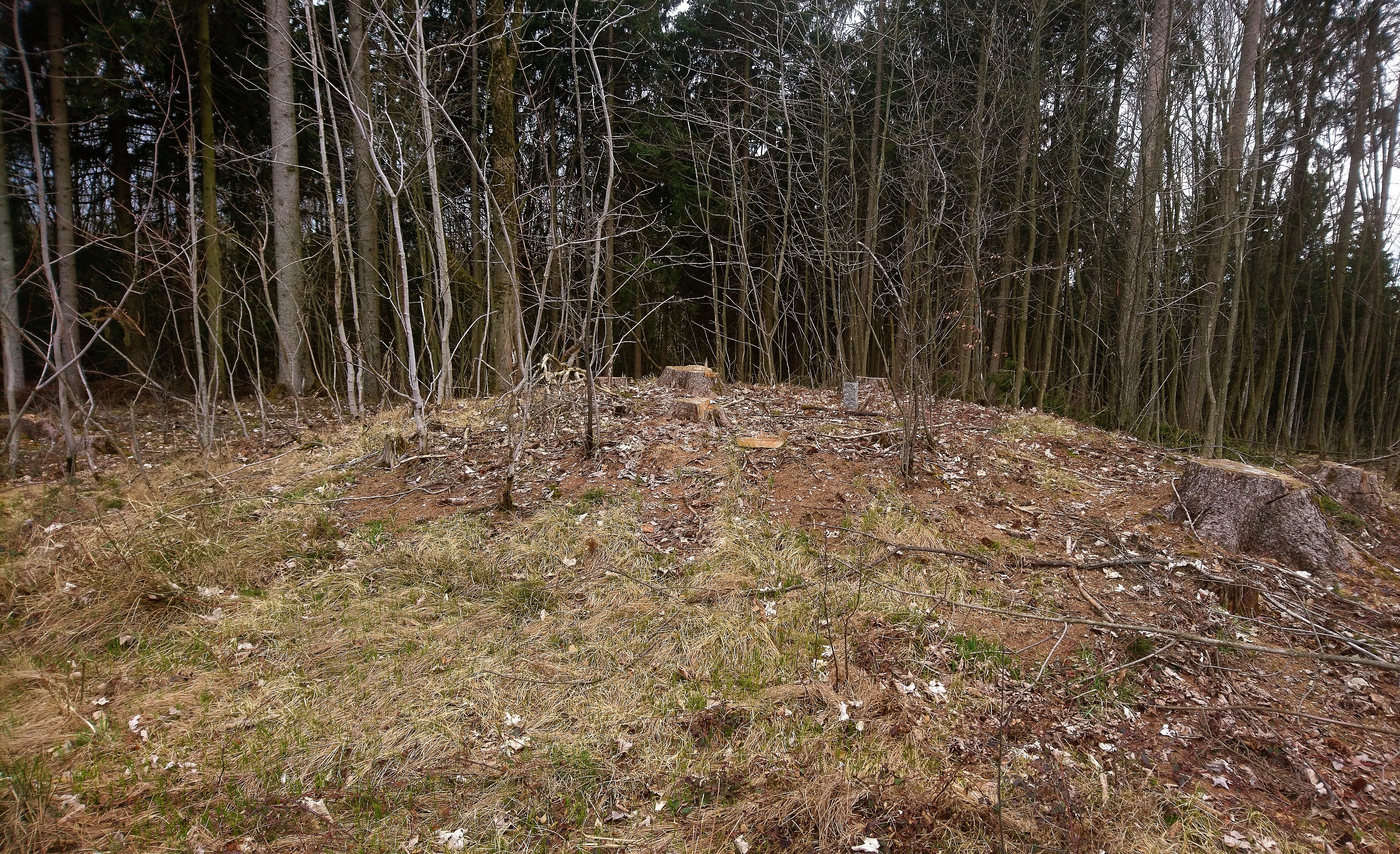
Hügel 3 (2024)
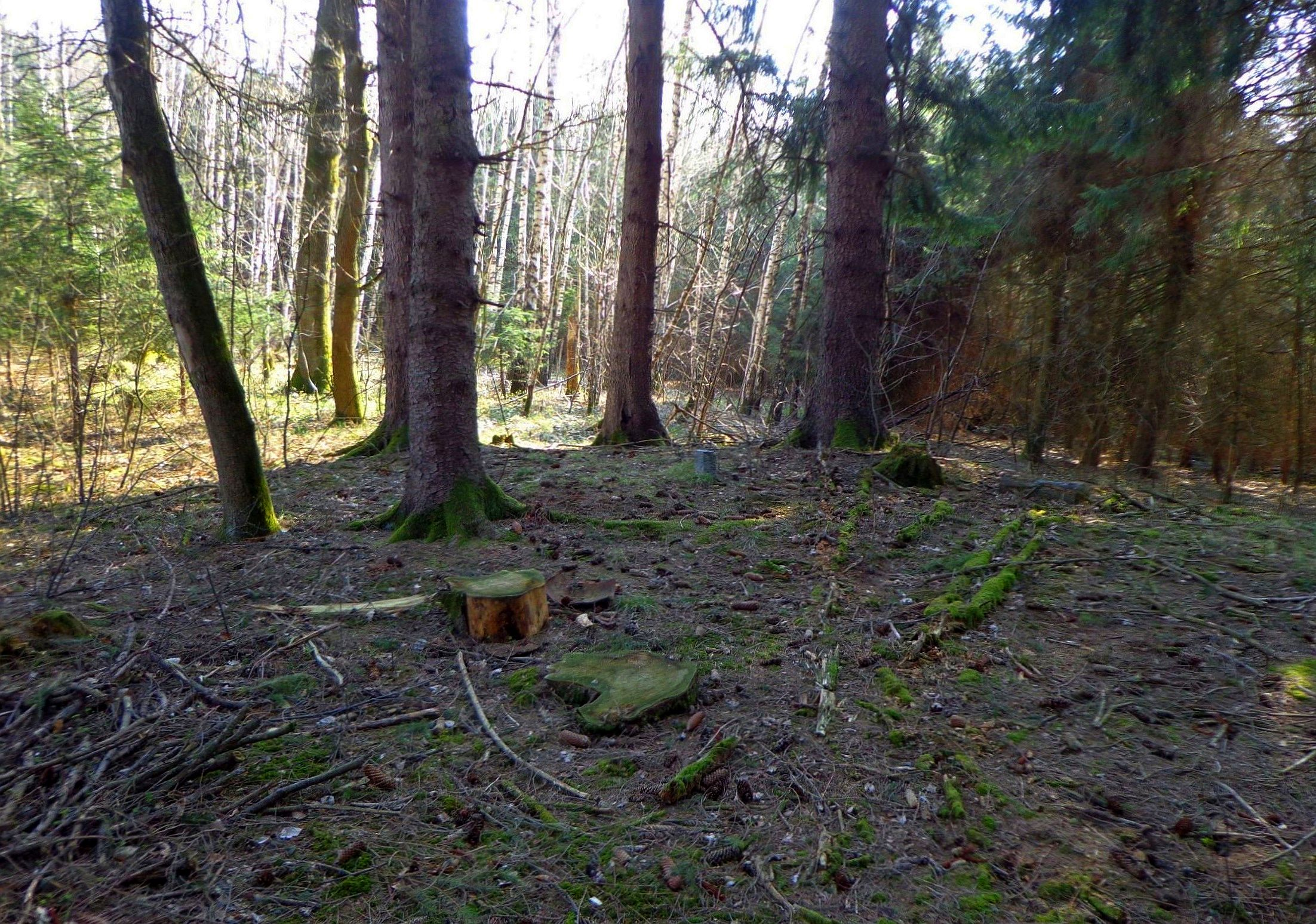
Hügel 4 (2019)
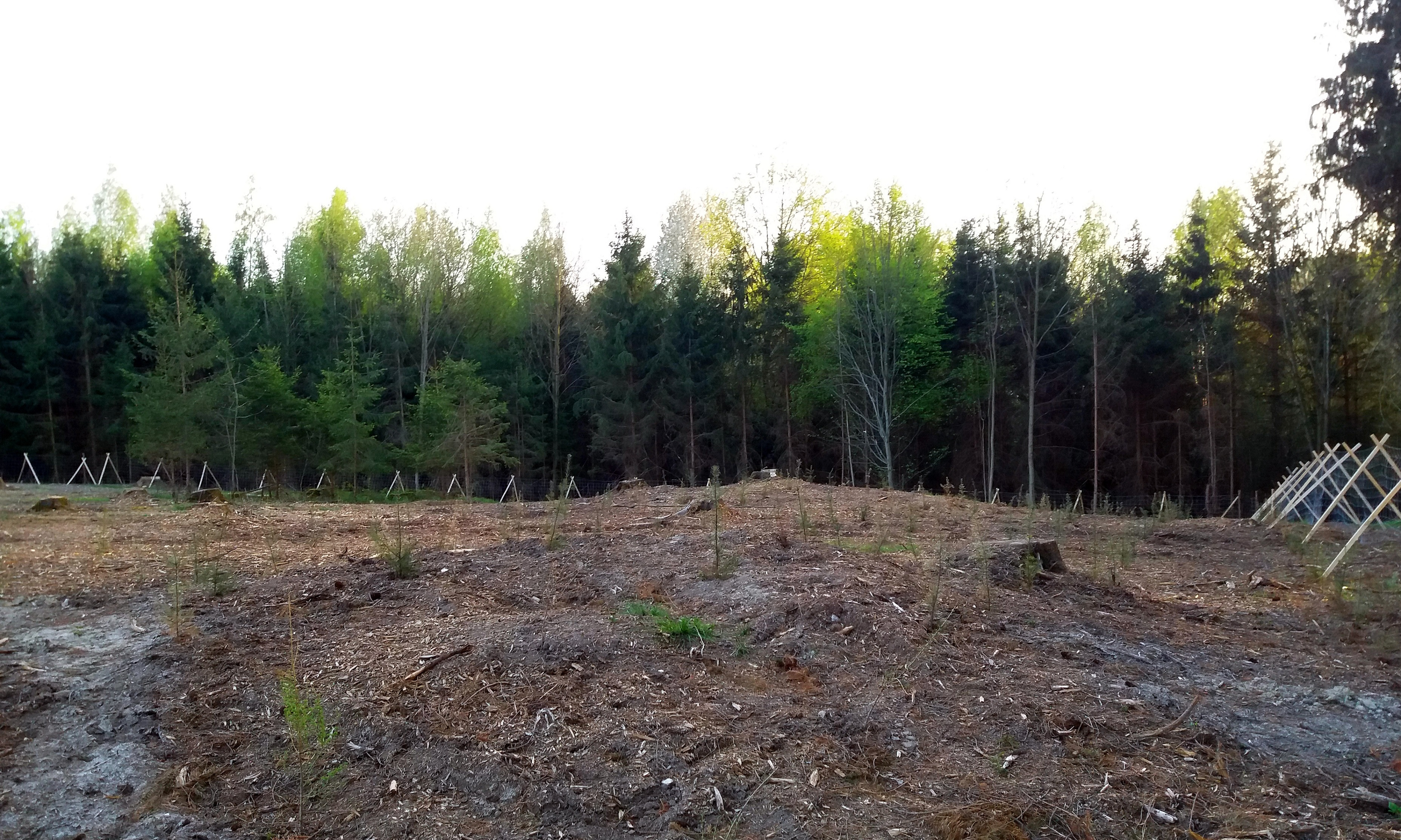
Hügel 4 (2020)
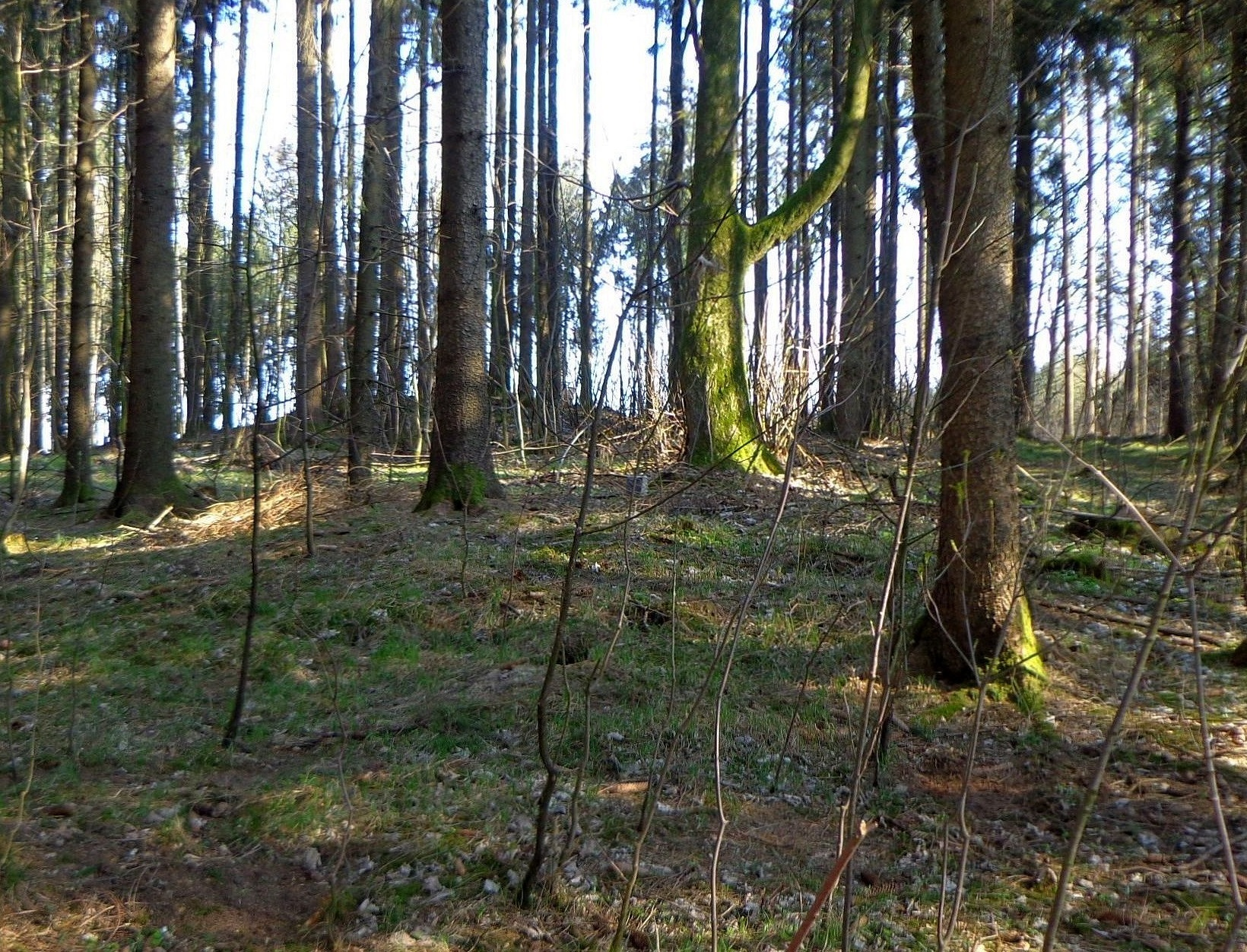
Hügel 5 (2019)
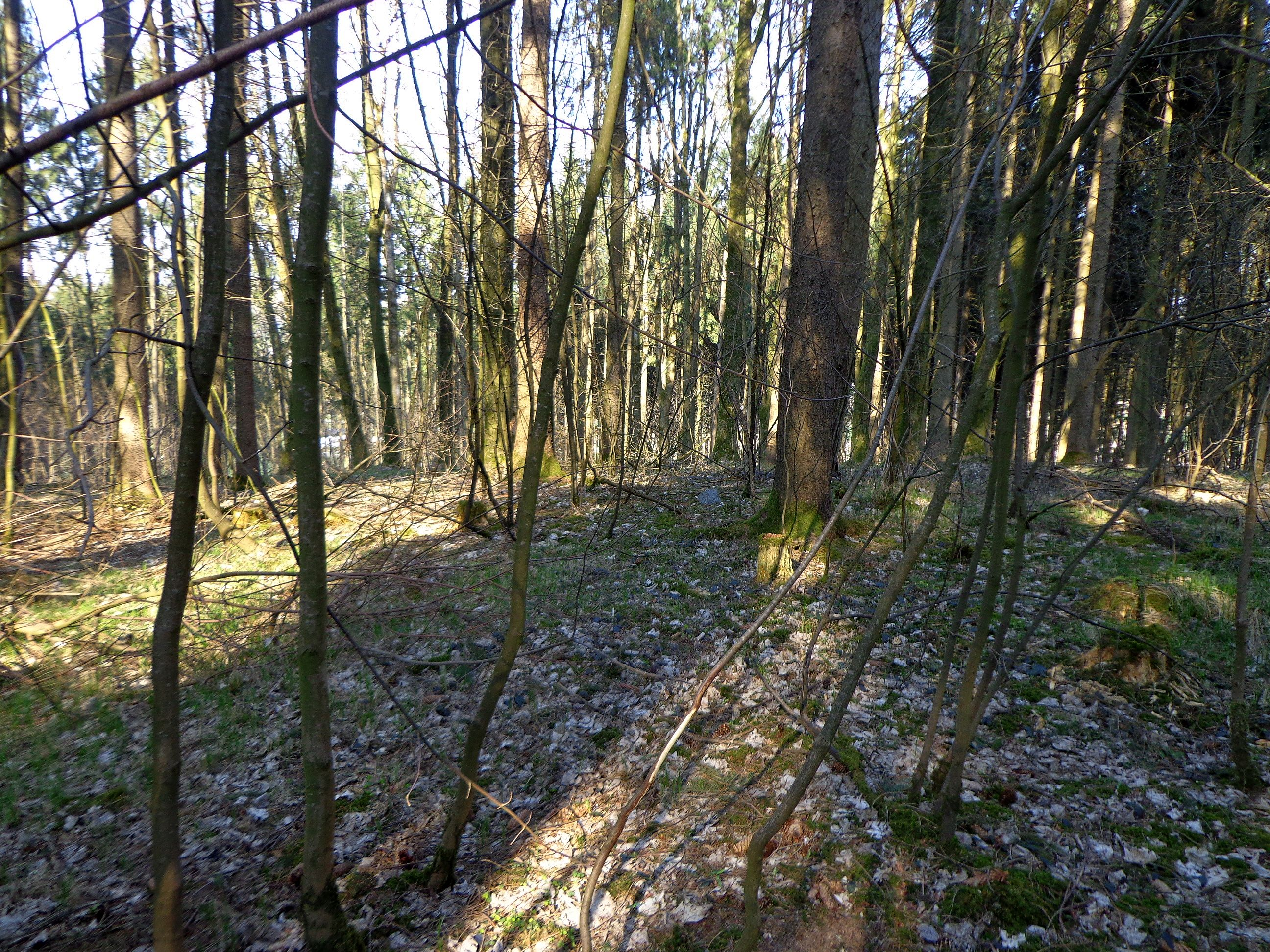
Hügel 6 (2019)